# Washington Wizards
Washington Wizards este un club american de baschet cu sediul în Washington, D.C., cunoscut în trecut ca Washington Bullets. Echipa joacă în Divizia sud-est din National Basketball Association (NBA).